# Deutscher Mehrzweckfrachter
Der Deutsche Mehrzweckfrachter, der vor allem bei Seeleuten und international auch als German Liberty bekannt wurde, ist ein Liberty-Ersatzschiffstyp, welcher von den Werften Flensburger Schiffbau-Gesellschaft in Flensburg, Bremer Vulkan in Bremen und der Rickmers Werft in Bremerhaven Ende der 1960er Jahre als der Ersatz für die damals alternde Flotte der während des Krieges und kurz danach gebauten Trampschiffe aufgelegt wurde. German Liberty ist die Kurzform der Bezeichnung German Liberty Replacement Ship, unter der dieser Schiffstyp international bekannt gemacht wurde. Sie leitet sich vom während des Zweiten Weltkrieges gebauten Liberty-Frachter ab, den der Deutsche Mehrzweckfrachter ersetzen sollte.
Die Schiffe hatten fünf Luken. Als eigenes Ladegeschirr standen je nach Wunsch des Reeders verschiedene Kombinationen von Ladebäumen sowie Schwergutbäumen zur Verfügung.
1969/70 wurde aufgrund der sich schnell wandelnden Seeverkehre aus dem Deutschen Mehrzweckfrachter der Semi-Container-Liner 17/18 entwickelt, Mitte der 1970er Jahre folgte der Typ Bremen Progress.

## Geschichte
Mitte der 1960er Jahre fuhren noch ungefähr 700 der Liberty- und Victory-Standardfrachter sowie einige andere während des Zweiten Weltkriegs gebauten Frachtschiffe in der damaligen Welthandelsflotte. Sogar die jüngsten von ihnen waren inzwischen 20 Jahre und älter, und so stellte sich sowohl den Reedereien als auch den Werften die Frage eines Ersatzes dieser Schiffe, welche in absehbarer Zeit das Ende ihrer Einsatzdauer erreichen würden. Gleichzeitig wurde der Ersatzbedarf der kleineren Nachkriegsbauten in der Trampschifffahrt schon absehbar.
Die großen Umwälzungen im Seeschiffsverkehr, hervorgerufen durch das Erscheinen von Containerschiffen und Massengutfrachtern, welche die Stückgutschiffe später nahezu völlig ersetzen würden, waren zu diesem Zeitpunkt noch nicht als solche vorhersehbar, so dass das klassische Stückgutschiff, welches in der damaligen Form seit der Jahrhundertwende mit verhältnismäßig wenigen Änderungen gebaut wurde, noch immer aktuell erschien. Es war daher auch nur folgerichtig, dass sich die Flensburger Schiffbaugesellschaft in Kooperation mit dem Bremer Vulkan und der Rickmers Werft bei ihrem Konzept, ebenso wie weltweit andere Werften mit den erfolgreichen Typschiffen SD-14, Trampko-Mehrzweckfrachter, Seebeck 36L, Freedom und Fortune auch, an Stückgutschiffen mit eigenem Ladegeschirr orientierte. Diese konservative Bauform war zweifellos auch der Tatsache geschuldet, dass die meisten der zu ersetzenden Schiffe zu diesem Zeitpunkt zum einen durch eher kleine Reedereien mit beschränkten Mitteln und zum anderen überwiegend in der Trampfahrt betrieben wurden. 
Der erste Stapellauf eines German Liberty fand am 29. Februar 1968 mit der rund 13 Millionen D-Mark teuren Dirk Mittmann der Flensburger Reederei Ernst Jacob bei der FSG statt, die bis 1973 weitere 19 Schiffe dieses Typs sowie drei Einheiten einer verkleinerten Version des Deutschen Mehrzweckfrachters baute.
Beim Bremer Vulkan entstanden von 1969 bis 1975 21 Schiffe dieses Typs. Bei der Rickmers Werft liefen von 1969 bis 1976 elf  German Liberty's vom Stapel. Letzter Liberty war die von Rickmers gebaute Susanne.
Trotz ihres inzwischen beträchtlichen Alters sind bis heute einige dieser Serienschiffe noch immer in Fahrt.

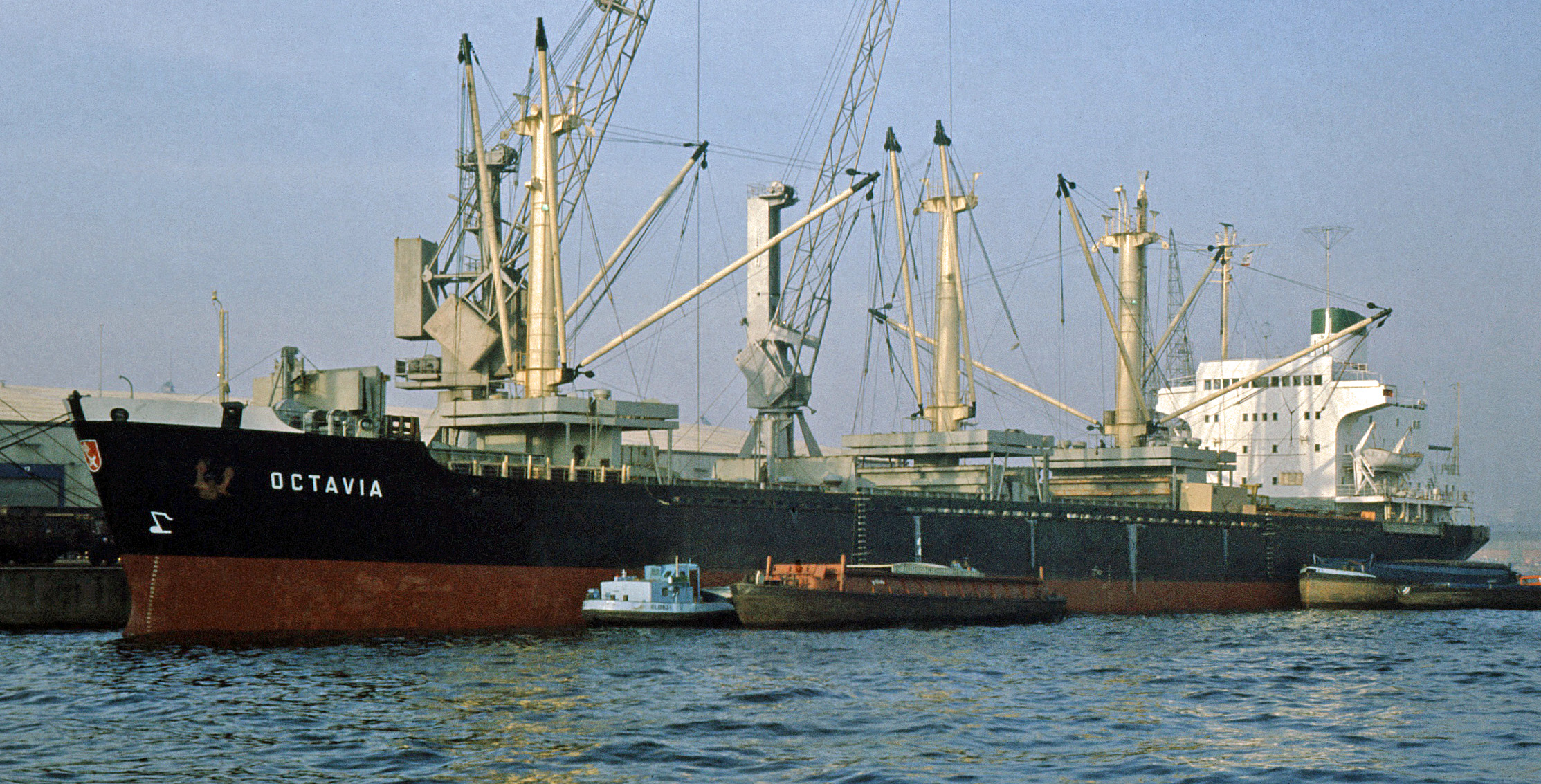
Die vom Bremer Vulkan erbaute Octavia 1974 in Hamburg

## Weiterentwicklungen
Schon 1969/70 stellte die FSG die etwas größere Weiterentwicklung des German Liberty, den Semi-Container-Liner 17/18 vor. Ab Mitte der 1970er Jahre wurde ein weiterer Nachfolgetyp gebaut, der Bremen Progress. Beides waren im Prinzip etwas größere, weiterentwickelte und an die Bedürfnisse der Zeit angepasste Varianten des German Liberty. Der Bremen Progress war 150 m lang, 21 m breit und hatte eine Tragfähigkeit von 16.329 tdw bei einer Vermessung von 10.801 BRT. Hauptabnehmer waren hier die britische Ellerman Lines sowie die deutschen Reedereien Alfred C. Toepfer und Herm. Dauelsberg.